# Equisetum myriochaetum
Equisetum myriochaetum är en fräkenväxtart som beskrevs av Adelbert von Chamisso och Schltdl. Equisetum myriochaetum ingår i släktet fräknar, och familjen fräkenväxter. Inga underarter finns listade i Catalogue of Life.

## Bildgalleri

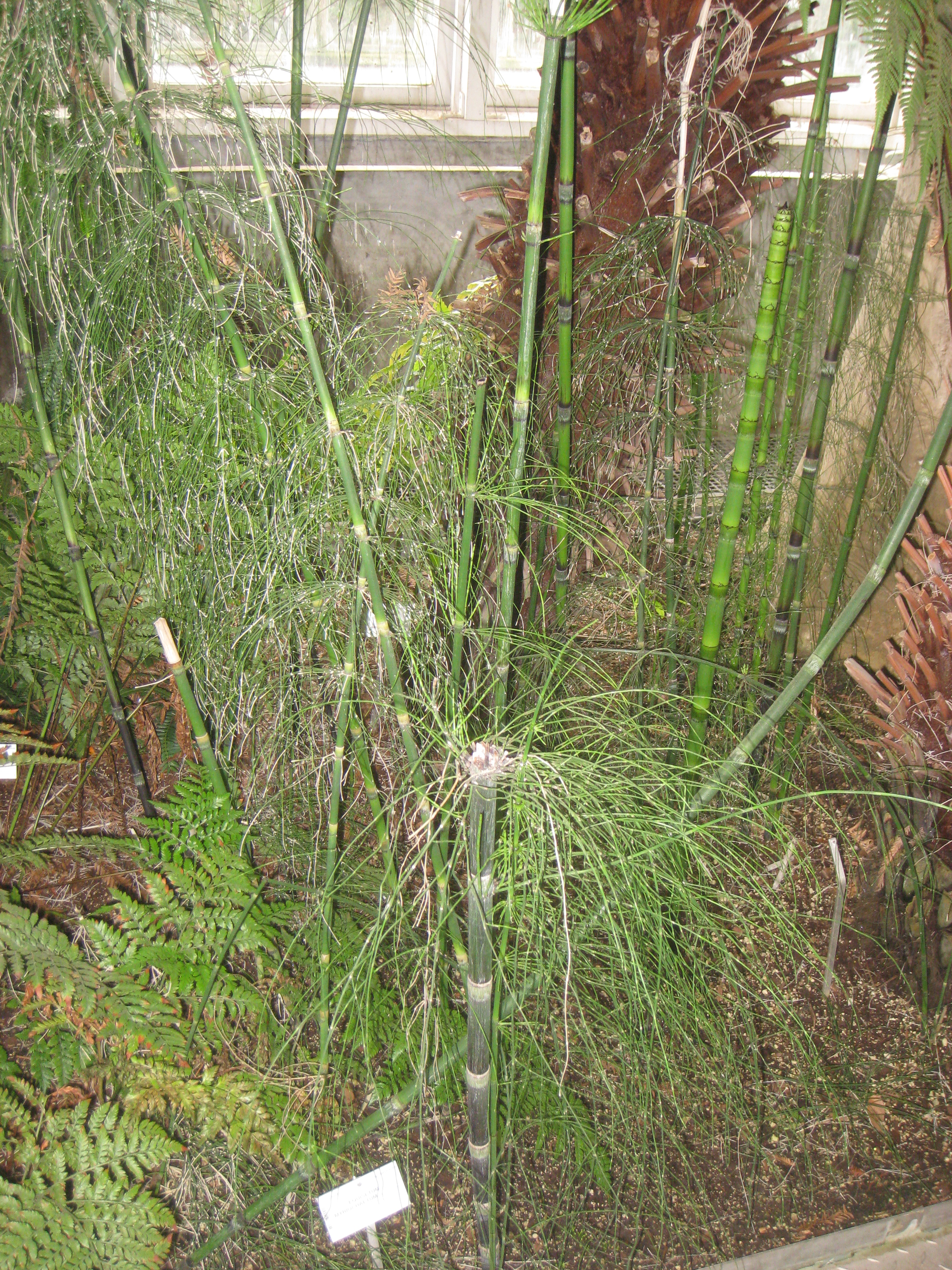